# Kal (gmina Hrastnik)
Kal – wieś w Słowenii, w gminie Hrastnik. W 2018 roku liczyła 46 mieszkańców.